# Янельт, Витали
Ви́тали Я́нельт (нем. Vitaly Janelt; род. 10 мая 1998, Гамбург) — немецкий футболист, опорный полузащитник английского клуба «Брентфорд». Победитель молодёжного чемпионата Европы в составе сборной Германии.

## Клубная карьера
Воспитанник «РБ Лейпциг». За основную команду «Лейпцига» Витали Янельт не провёл ни одного матча, сыграв лишь шесть матчей за дубль в сезоне 2016/17.
9 января 2017 года отправился в аренду с правом выкупа в «Бохум». Сыграв 20 матчей в двух сезонах, 1 июля 2018 года «Бохум» выкупил Витали Янельта за 150 000 евро. Уже будучи игроком «Бохума», он сыграл 33 матча и забил два гола — в ворота «Ингольштадта 04» и «Динамо Дрезден».
3 октября 2020 года перешёл в «Брентфорд» за 600 000 евро. Вместе с «Брентфордом», где сыграл 41 матч и забил 3 гола, он вышел в английскую Премьер-лигу. В матче против «Челси» оформил дубль.

## Карьера в сборной
Провёл два матча за сборную Германии до 15 лет, где забил один гол, играл за сборную Германии до 17 лет на чемпионате Европы по футболу 2015 (до 17 лет) и на чемпионате мира по футболу среди юношеских команд 2015. В 2016 году сыграл два матча за сборную Германии до 19 лет, а в 2019 году сыграл 1 матч со сборной Германии до 20 лет. Принял участие в квалификации на молодёжный чемпионат Европы. На победном для сборной Германии молодёжном чемпионате Европы он принял участие в 4 матчах.

## Достижения
«Брентфорд»
- Победитель плей-офф Чемпионшипа: 2021

Сборная Германии (до 21 года)
- Победитель молодёжного чемпионата Европы: 2021